# Anthanassa carigia
Anthanassa carigia är en fjärilsart som beskrevs av William Schaus 1902. Anthanassa carigia ingår i släktet Anthanassa och familjen praktfjärilar. Inga underarter finns listade i Catalogue of Life.